# Палац правосуддя (Любляна)
Палац правосуддя (словен. Sodna palača) в Любляні, столиці Словенії, — це будівля 19-го століття в центральному районі міста, яка протягом багатьох років слугувала резиденцією різних регіональних судів.
Палац правосуддя був побудований після землетрусу 1895 року і відреставрований на початку 1950-х років. Наприкінці 1940-х років тут відбувалися показові судові процеси над противниками югославського титовського режиму в Соціалістичній Республіці Словенія. Найвідомішими з них були так званий «процес Рожмана» 1945 року, «процес Нагоде» 1946 року та «процес Дахау» 1947 року.
У 2007 та 2008 роках будівлю було капітально відремонтовано. У 2008 році міністр юстиції Словенії Ловро Штурм оголосив, що через три роки більшість судів, розташованих у цій будівлі, переїдуть до нової штаб-квартири поблизу залізничного вокзалу Любляни.